# サヴォ・カルヤラ州
サヴォ・カルヤラ州、サヴォ及びカルヤラ州（サヴォ・カルヤラしゅう、サヴォおよびカルヤラしゅう、フィンランド語: Savon ja Karjalan lääni、スウェーデン語: Savolax och Karelens län）は、かつて存在したフィンランドの州。1775年から1831年まで存在した。スウェーデン統治時代は、スウェーデン語でサヴォラックス・カレーレン県、サヴォラックス及びカレーレン県という名前だった。
1775年に、サヴォラックス・キュメネゴルド県が、サヴォラックス・カレーレン県とキュメネゴルド県に分割されて成立。その後、1809年まで、スウェーデンの県として存続した。
1809年に、フィンランドはスウェーデン統治から離れ、ロシア帝国に割譲される。そしてロシア帝国の保護国であるフィンランド大公国が成立する。フィンランド大公国成立後もサヴォ・カルヤラ州として、そのままフィンランドの州として存続する。1831年に大部分が新設されるクオピオ州へと編入され、一部が同じく新設されるミッケリ州へと編入され消滅した。その後クオピオ州、ミッケリ州共に1997年まで存続したが、両州共に合併し東スオミ州となり消滅。東スオミ州も、2010年1月1日に他州と共に廃止され、フィンランドの州の歴史は幕を閉じた。

## 州域の変遷

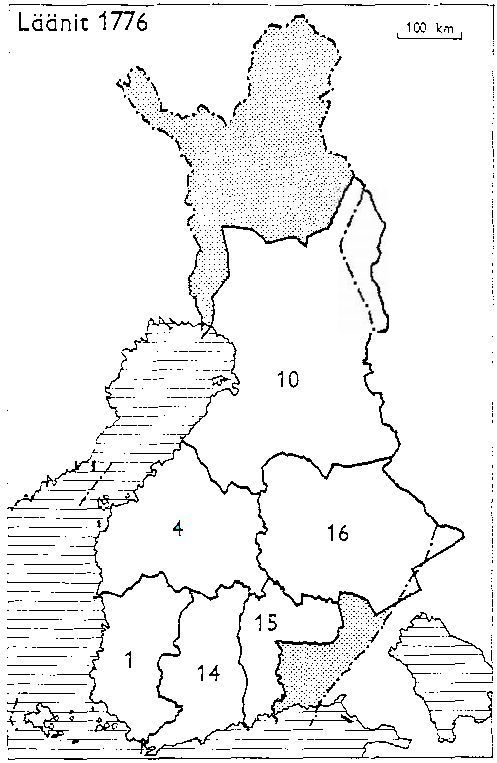
1776年のフィンランドの州 (県): 1: トゥルク・ポリ州, 4: ヴァーサ州, 10: オウル州, 14: ウーシマー・ハメ州, 15: キュメンカルタノ州, 16: サヴォ・カルヤラ州

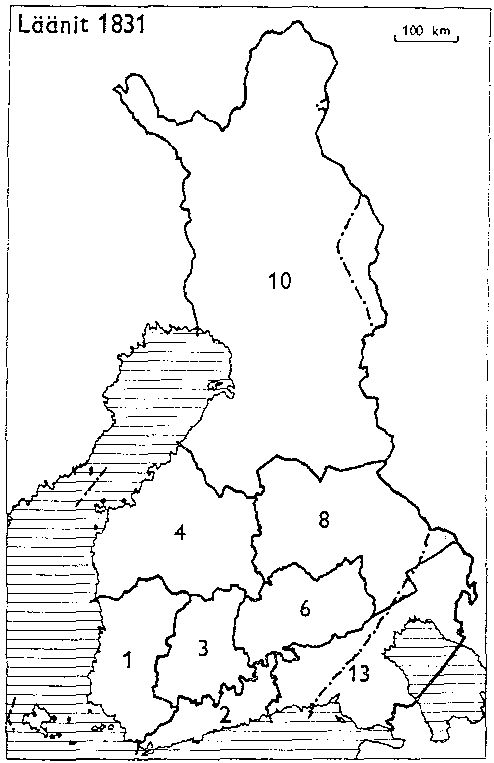
1831年のフィンランドの州: 1: トゥルク・ポリ州, 2: ウーシマー州, 3: ハメ州, 4: ヴァーサ州, 6: ミッケリ州, 8: クオピオ州, 10: オウル州, 13: ヴィープリ州

|  |  |

## 歴代知事
- Otto Ernst Boije 1775–1781
- Georg Henrik von Wright 1781–1786
- Simon Vilhelm Carpelan 1786–1791
- Anders Johan Ramsay 1791–1803
- Eric Johan von Fieandt 1803
- Olof Wibelius 1803–1809
- Simon Vilhelm Carpelan 1809–1810
- Gustaf Aminoff 1810–1827
- Carl Klick 1828–1829
- Lars Sacklen 1829–1831